# Clientelismo
Clientelismo é uma forma de relação política baseada na troca direta de benefícios materiais ou serviços por apoio eleitoral, especialmente votos. Da perspectiva dessa definição, o clientelismo viola os critérios públicos de distribuição transparente dos recursos do Estado. Há, como sempre, ambiguidade no uso da terminologia política e os termos "clientelismo", "relacionamento patrão-cliente", "patrocínio", "patrimonialismo", "coronelismo" e máquina política muitas vezes são usados para descrever fenômenos relacionados.
Na política brasileira, o clientelismo frequentemente articula-se com a formação de clãs políticos, estruturas familiares que perpetuam o poder através de redes clientelísticas que conectam diferentes gerações de uma mesma família às bases eleitorais locais.

## Origens
A origem da prática remontaria à Roma Antiga. As relações entre o patrono (patronus) e cliente (cliens) foram vistas como cruciais para a compreensão do processo político romano. Embora as obrigações fossem mútuas, o ponto principal é que elas eram hierárquicas. Enquanto a estrutura familiar do período era a unidade básica subjacente à sociedade romana, a rede formada pela clientela e pelos patrões agia como restrição à sua autonomia. Esse desenho de relações formava uma sociedade complexa.
Como ocorre atualmente, no clientelismo na Roma Antiga os clientes dependiam de mais de um patrão e os patrões muitas vezes eram subalternos a alguém de maior poder. A complexidade da rede aumentava as possibilidades de surgir interesses conflitantes. Historiadores do final do período medieval renomearam o conceito como feudalismo bastardo.

## Abordagens teóricas
Luigi Graziano estabeleceu, nos anos 1970, bases conceituais que permanecem relevantes na literatura contemporânea sobre clientelismo. Baseado na teoria da troca social de George Homans e Peter Blau, Graziano define o clientelismo como um sistema estruturado em dois tipos de troca social, a direta e a indireta. A primeira é baseada em benefícios imediatos, individuais e predominantemente materiais. A indireta é mediada por valores sociais compartilhados, onde a aprovação social é mais importante do que o ganho tangível imediato. A tipologia de Graziano permite perceber características padronizadas do fenômeno: participação política altamente individualizada; legitimação fraca dos líderes políticos; padrão fragmentado de alocação de recursos políticos; processo de cooptação dos líderes de oposição. Como implicação à democracia representativa, o autor argumenta que o clientelismo resulta em "imobilismo" político ao impedir a legitimação do poder e a institucionalização da autoridade, ou seja, resulta na incapacidade das sociedades de alcançar organização estável ou de se reorganizar efetivamente.
Outra contribuição para a compreensão do clientelismo é o trabalho de Stokes et al. (2013). Os autores desenvolveram tipologia da política distributiva de recursos públicos baseada em dois critérios fundamentais: a política programática, na qual os critérios de distribuição são públicos e efetivamente orientam a alocação de recursos; e a política não-programática, que viola os critérios públicos. O clientelismo é uma subdivisão da política não programática, em que os benefícios são condicionados explícita ou implicitamente ao apoio eleitoral. Através da análise de dados de surveys aplicados na Argentina, Venezuela, Índia e México, os autores notaram diferentes dinâmicas de troca, públicos-alvo e objetivos eleitorais específicos dentro do sistema clientelista mais amplo. As dinâmicas encontradas foram:
Patronagem: Distribuição de empregos públicos e outros benefícios aos próprios membros e operadores do partido como recompensa pela lealdade organizacional. 
Compra de votos: Oferecimento de benefícios materiais diretamente aos eleitores com o objetivo de persuadi-los a votar no partido ou candidato. 
Compra de comparecimento: Distribuição de incentivos para mobilizar eleitores já simpáticos ao partido a comparecerem às urnas no dia da eleição.
Compra de abstenção: Pagamento a eleitores opositores para que se mantenham longe das urnas, reduzindo o comparecimento da base adversária.
Strokes et al. desenvolveram um modelo de distribuição de recursos mediada por intermediários que mostra como o clientelismo funciona através de agentes locais (brokers) que conectam partidos e eleitores. Os autores identificam uma tensão estrutural entre líderes partidários e intermediários: enquanto líderes preferem direcionar recursos para eleitores indecisos (swing voters) para maximizar ganhos eleitorais, os intermediários tendem a favorecer eleitores leais, criando ineficiências no sistema clientelista, demonstrando que partidos não são sistemas unitários.
Outra importante sistematização conceitual sobre o clientelismo é a de Bobonis et al. Nela, destacam-se quatro aspectos essenciais do fenômeno: hierarquia (relações assimétricas de poder), reciprocidade (trocas mutuamente benéficas), contingência (benefícios condicionados ao apoio político) e iteração (relações duradouras no tempo). Estas características distinguem clientelismo de outras formas de distribuição política, como as políticas programáticas ou as práticas puramente corruptas.
Ruiz de Elvira et al. (2019) examinaram as mudanças nas redes de clientelismo e apadrinhamento na região do MENA (Médio Oriente e Norte da África) antes e depois das revoltas de 2011 e construiu uma abordagem bastante abrangente do clientelismo baseada na ideia de "redes de dependência."
Essa perspectiva analítica se estrutura em seis dimensões centrais: A "variedade de atores" considera diferentes tipos de participantes nas redes clientelistas, analisando seu grau de formalização, a posição que ocupam e como isso influencia as dinâmicas e estratégias das redes de dependência. Esta dimensão inclui também os intermediários (brokers) e outros participantes oficiais, informais ou clandestinos. A "provisão de bens" abrange tanto recursos materiais (empregos, moradia, dinheiro, serviços) quanto simbólicos (lealdade, apoio partidário, coerção física, recursos afetivos), reconhecendo que o clientelismo envolve elementos tangíveis e intangíveis nas trocas políticas. Os "padrões de relacionamentos sociais" identificam os tipos de vínculos que fundamentam as redes, incluindo solidariedade grupal, cooptação, amizade, parentesco, partidarismo e parcerias. Esta dimensão evidencia que há uma teia complexa de interações sociais e normativas no clientelismo.
Há ainda a dimensão da "natureza das relações de poder" nas redes de dependência, com suas diferentes dinâmicas: a) de reciprocidade assimétrica; b) se é forçada ou voluntária; c) de direção nos fluxos de poder nas redes (patrão-cliente de cima para baixo, entre pares no mesmo nível e clientes influenciando patrões); d) se as relações clientelistas são iniciadas ou impostas pelas elites (top-down) ou emergem das demandas e mobilização da base (bottom-up), reconhecendo que frequentemente combinam ambas as direções.
Os "tipos de rede", que revelam como diferentes atores, formais e informais (militares, empresariais, religiosos, étnicos, criminosos, partidários) se organizam e operam relações de dependência política em diferentes contextos institucionais (de hierarquia, de afiliação espiritual, de compadrio, de proteção etc.). E, por fim, as "dinâmicas internas e entre redes", que mostram os processos de cooperação, competição, conflito e dominação que tornam as relações clientelistas fluidas e constantemente renegociadas, não estruturas estáticas.

## Estudos brasileiros
A ciência política brasileira desenvolveu contribuições teóricas importantes para compreensão do clientelismo no Brasil e região. Victor Nunes Leal, em "Coronelismo, enxada e voto" (1949), explicou o coronelismo como um sistema de compromisso entre poder público fortalecido e poder privado decadente.
José Murilo de Carvalho estabeleceu uma hierarquia entre conceitos que abarcam fenômenos próximos: o "mandonismo" como característica política tradicional em declínio, o "coronelismo" como sistema específico temporalmente delimitado, e o "clientelismo" como fenômeno variável que persiste com adaptações em diferentes contextos históricos.
No Brasil, o clientelismo também é reconhecido informalmente como um conjunto de ações baseadas no princípio do "toma lá, dá cá", permitindo que ambos, "patrões" e "clientes" se beneficiem mutuamente através de apoio recíproco.
Numa perspectiva histórica, Graham evidencia como o clientelismo no Brasil Imperial foi a base através da qual se construiu a centralização política de um Estado "moderno" e familiar ao mesmo tempo, demonstrando que o sistema não era infalível, mas repleto de tensões e adaptações. O texto detalha mecanismos práticos como os rituais eleitorais, onde os eleitores eram levados quase como um pequeno exército a encher nos dias de eleição as pequenas cidades, e mostra como a estrutura política recriava a hierarquia social do período.
Mariana Borges traz uma abordagem etnográfica do clientelismo, com pesquisa realizada no sertão baiano. Borges percebeu que o clientelismo exerce uma função de gerenciamento de impressões políticas: a distribuição de bens de forma indiscriminada é também uma espécie de performance, no sentido teatral da palavra, para criar impressões de "força política" entre eleitores. Ou seja, para serem eficazes em sua busca por apoio político, os políticos devem não apenas ter a capacidade de distribuir recursos materiais, mas também a "etiqueta" cultural de como distribuí-los. A principal regra implícita observada pela autora no sertão baiano foi "nunca negar um pedido de eleitor", mesmo que não possa cumprir o prometido. Segundo Borges, a necessidade de desempenhar adequadamente como uma força política para atrair os eleitores cria distorções na representação democrática porque candidatos com recursos materiais sem competências performática podem ser percebidos como "fracos" pelos eleitores, independentemente de suas qualificações técnicas ou propostas programáticas.
Marta Arretche contribui na compreensão do clientelismo ao analisar o federalismo brasileiro e sua coordenação intergovernamental. Arretche explica como a regulação federal pode simultaneamente combater práticas clientelistas e reduzir desigualdades territoriais. Sua análise diferencia políticas reguladas (onde há supervisão federal) de políticas não reguladas (com maior autonomia local), evidenciando que "a regulação federal opera no sentido da uniformidade, ao passo que a autonomia local opera no sentido da divergência". Em áreas como saúde e educação, onde há vinculação constitucional de recursos e supervisão federal, observa-se menor desigualdade territorial e redução de discricionariedade local. A regulação federal constituiria, portanto, estratégia eficaz contra práticas clientelistas locais.
A pesquisa Vulnerability and Clientelism (Bobonis et al., 2017) realizada no contexto brasileiro, destaca a relação entre vulnerabilidade econômica e clientelismo e oferece estratégias contra práticas clientelistas. Os autores argumentam que cidadãos com baixos níveis de consumo e alta exposição a choques econômicos tendem a se envolver em práticas clientelistas como forma de "seguro informal”, para ter acesso a bens e serviços essenciais. Utilizando um experimento de construção de cisternas no semiárido nordestino e a variação exógena de choques de chuva, os autores demonstraram que a redução da vulnerabilidade diminui a dependência de favores políticos. Ao mitigar riscos econômicos, como a escassez de água, cidadãos tornam-se menos propensos a solicitar bens privados a políticos locais e, consequentemente, reduzem seu apoio eleitoral a prefeitos candidatos à reeleição, que tradicionalmente utilizam o clientelismo como estratégia de manutenção de poder.
Hoyler e Marques (2023) apresentam uma crítica ao conceito de clientelismo. Através de pesquisa etnográfica na cidade de São Paulo, os autores propõem substituir a categoria analítica "clientelismo" por uma abordagem focada na coordenação partidária territorial, alegando que as "enormes dificuldades de monitoramento colocadas por contextos urbanos democráticos de massa" tornam impraticável o controle direto sobre o voto individual, elemento central na definição clássica de clientelismo (Hoyler e Marques, 2023, p. 6). Seria a complexidade das estruturas de intermediação em grandes cidades, com múltiplas camadas de brokers, que torna a classificação de práticas legítimas de coordenação partidária territorial como clientelismo.
Os autores observam que o acesso a políticas públicas e serviços urbanos ocorre cada vez mais "sob o signo da cidadania com escassa ou nenhuma mediação", contradizendo a premissa fundamental do clientelismo como troca condicionada (Hoyler e Marques, 2023, p. 6). A pesquisa pontua que "as relações entre vereadores e brokers são assimétricas, mas os últimos dispõem de recursos de poder significativos e não são inteiramente subordinados aos primeiros", indicando uma autonomia relativa dos intermediários que contradiz modelos hierárquicos das teorias clientelistas (Hoyler e Marques, 2023, p. 20). Em São Paulo, os "apoios podem ser múltiplos" (2023, p. 14), com candidatos mantendo diversas alianças simultâneas, sugerindo uma lógica mais próxima da coordenação estratégica que da dependência clientelista.
Hoyler e Marques propõem o conceito de "mandatos", definido como categoria nativa que designa "o grupo político de apoio ao vereador" (Hoyler e Marques, 2023, p. 8). Os mandatos funcionam como estruturas de médio alcance entre pessoas e partidos que operam em três níveis: a) vínculos territoriais enraizados: conexões construídas no tempo através de práticas cotidianas de mobilização; b) coordenação multinível: articulação entre diferentes escalas de poder (municipal, estadual, federal); dobradas eleitorais: parcerias informais que conectam candidatos de diferentes níveis. Os autores rejeitam o "viés normativo" presente nos estudos sobre clientelismo, propondo tratar brokers como "parte central de estruturas de mobilização política de médio alcance" em vez de agentes de práticas antidemocráticas, concluindo que a chave do clientelismo seria inadequada para explicar a mobilização política em grandes centros urbanos democráticos (Hoyler e Marques, 2023, p. 7).

## Variedades contemporâneas
No contexto latino-americano contemporâneo, o clientelismo tem apresentado variações importantes. Há o "clientelismo coletivo", que emerge quando comunidades inteiras, ao invés de indivíduos isolados, negociam com patrões, criando formas híbridas entre clientelismo tradicional e representação grupal. Há também o "clientelismo competitivo", caracterizado por contextos democráticos onde múltiplos patrões competem por clientes, aumentando o poder de barganha destes últimos. Contrariando perspectivas tradicionais que veem clientelismo e mobilização social como mutuamente excludentes, as redes clientelistas podem organizar ação coletiva, incluindo protestos violentos, para defender seus interesses quando ameaçadas.
Na região do Oriente Médio e Norte da África (MENA), o clientelismo manifesta-se através de características específicas relacionadas a estruturas políticas autoritárias, recursos energéticos e sociedades pós-conflito. Matthew Gray analisa como as monarquias do Golfo representam forma distinta de clientelismo baseada em capitalismo de Estado e distribuição de renda energética. Estas monarquias combinam extensas redes de cooptação sem tributação significativa, neopatrimonialismo centrado em famílias reais e narrativas nacionais que legitimam distribuição particularista de recursos.
As revoltas árabes de 2011 constituíram marco para compreensão do clientelismo na região MENA. Os protestos revelaram tanto a fragilidade quanto a adaptabilidade de redes clientelistas estabelecidas. As demandas por "liberdade, dignidade e justiça social" explicitamente rejeitaram práticas clientelistas como corrupção e tirania (al-fasad wa-l-istibdad), demonstrando como clientelismo havia se tornado fonte de deslegitimação política. As transformações pós-2011 evidenciaram "reconfiguração seletiva" de redes: algumas colapsaram com mudanças de regime, enquanto outras se adaptaram rapidamente a novos contextos políticos. Estudos demonstram como intermediários locais (lesser notables) mantiveram posições influentes mesmo durante transições políticas dramáticas, evidenciando a resiliência de certas estruturas clientelistas.
Já no Líbano e Iraque, o clientelismo organiza-se ao longo de "linhas confessionais" e étnicas, criando sistemas de "clientelismo sectário" onde partidos políticos distribuem recursos através de redes comunais específicas. Tine Gade analisa como o Movimento Futuro no Líbano tentou criar vínculos clientelistas através de compra de votos de curto prazo, mas falhou em estabelecer relações duradouras comparáveis às de patrões com maior enraizamento social comunitário.
Diana Zeidan demonstra como organizações como o Hezbollah adaptaram estratégias clientelistas à lógica de "governamentalidade" neoliberal. Através de projetos de reconstrução pós-conflito, a organização transformou-se de broker entre doadores internacionais e população local em "patrões" percebidos como fonte direta de recursos, demonstrando como ajuda internacional pode fortalecer inadvertidamente redes clientelistas locais. A compreensão do clientelismo como fenômeno que se adapta a lógicas de governamentalidade neoliberal sugere necessidade de estratégias anti-clientelismo mais sofisticadas. Políticas eficazes devem abordar o sistema simbólico que associa capacidade de distribuir recursos com viabilidade política, incluindo fortalecimento de critérios alternativos de avaliação de candidatos e criação de incentivos institucionais que favoreçam políticos programáticos.
Na África Subsaariana, o apresenta características específicas que evoluíram conforme as mudanças de regime político na região. A análise do fenômeno revela três fases distintas de desenvolvimento e institucionalização das práticas clientelistas.
Período pós-colonial (regimes autoritários): durante os regimes autoritários do período pós-colonial, o clientelismo era dominado pelo poder executivo, particularmente pela presidência, beneficiando uma elite sociopolítica restrita. Os recursos clientelistas concentravam-se no topo da pirâmide social e eram utilizados principalmente para promover a acomodação de elites multiétnicas, visando construir coalizões viáveis para sustentar o governante no poder.
Democratização (a partir do final dos anos 1980): com os processos de abertura democrática iniciados no final dos anos 1980, o foco do clientelismo deslocou-se tanto horizontal quanto verticalmente. Horizontalmente, moveu-se da presidência para os partidos políticos e legislaturas; verticalmente, expandiu-se dos segmentos mais ricos para as camadas mais pobres da população. A introdução de mecanismos institucionais como os "Fundos de Desenvolvimento de Eleitores" (Constituency Development Funds) em países como Gâmbia, Quênia, Uganda, Tanzânia, Malawi e Zâmbia representa uma "codificação do clientelismo", indicando a institucionalização dessas práticas.
Na África contemporânea, o tipo de regime político constitui a variável mais importante para prever as formas de clientelismo. Regimes autoritários tendem a produzir redes clientelistas estreitas e centralizadas, enquanto em democracias, com o poder deslocando-se para os parlamentos, os membros do parlamento assumem papel mais proeminente, especialmente devido ao acesso aos fundos de desenvolvimento de eleitores. A fraqueza dos partidos políticos contribui para que o clientelismo mantenha características predominantemente personalistas, sendo considerado por alguns analistas como uma característica "inevitável e onipresente do estado moderno" em países com alta pobreza e sistemas partidários fracos.
A análise do clientelismo na Ásia demonstra como a força das burocracias do Estado e dos partidos políticos é um fator determinante para as formas que as práticas clientelistas assumem, variando de um "pork barrel" mais impessoal em contextos fortes a redes clientelistas locais personalizadas em contextos de fragilidade institucional.
No Japão, onde tanto a burocracia estatal quanto os partidos são robustos, os partidos desempenham um papel intermediário na distribuição de recursos. Predomina o chamado "pork barrel", que se refere a bens públicos ou quase públicos (indivisíveis ou de grupo) destinados a distritos eleitorais específicos. Essa forma de particularismo é considerada menos prejudicial que o clientelismo puro ("micro-particularismo"), pois os benefícios são mais amplos e menos dependentes de relações pessoais diretas entre patrono e cliente. Na Tailândia, apesar de uma burocracia estatal forte, os partidos políticos são fracos. Nesse cenário, o clientelismo é predominantemente administrado pelo próprio Estado. Assim como no Japão, o "pork barrel" tende a prevalecer sobre o clientelismo individualista, indicando que a força da burocracia central pode canalizar a distribuição de recursos de forma mais abrangente, mesmo na ausência de partidos fortes. As Filipinas representam o extremo oposto. Com uma burocracia estatal e partidos políticos ambos fracos, as "redes clientelistas locais predominam" . Este contexto institucional fraco leva o país a ser caracterizado como um "estado baseado em patronagem". Nas Filipinas, a patronagem é mais pessoal e permeia as relações entre a capital e o campo.
Na Índia, o clientelismo é generalizado e transcende barreiras. A população pobre, especialmente em áreas rurais, é altamente vulnerável, pois o acesso a serviços estatais essenciais (saúde, eletricidade, água, segurança, e até documentos básicos como certidões de nascimento/óbito) é mediado por políticos. Dada a grande proporção de empregos formais no setor público, o acesso a esses postos também se torna um favor distribuído por critérios clientelistas/patronais. Dois elementos distintivos marcam o caso indiano: base étnica/casta, embora haja uma constante "fabricação de novas identidades" (casta, região, língua, religião) para habilitar grupos a receber benefícios; links implícitos, onde os clientes interpretam "pistas" dos políticos e votam, recebendo suas recompensas, o que difere das redes interpessoais mais estreitas observadas na América Latina.
Na Europa Mediterrânea, em países como a Itália e a Grécia, o clientelismo tradicionalmente associou-se ao controle de empregos públicos e distribuição de benefícios estatais. A integração europeia e modernização administrativa reduziram manifestações diretas, embora práticas adaptadas persistam em contextos de crise econômica.
No Leste Europeu pós-comunista, observa-se um contraste marcante entre diferentes regiões no que se refere ao desenvolvimento do clientelismo político. O clientelismo clássico tradicional manifesta-se predominantemente nas regiões menos desenvolvidas, mais pobres, rurais e etnicamente distintas, como Albânia, Romênia, Bulgária e áreas rurais da Rússia.
Em contrapartida, nas regiões mais desenvolvidas e urbanizadas, uma combinação de fatores estruturais inibe o florescimento dessas práticas: o sistema de bem-estar social extenso herdado do período comunista, a presença de burocracias estatais consolidadas, níveis educacionais mais elevados, a predominância da classe média e as raízes ainda frágeis dos novos partidos políticos formados após o colapso do comunismo criam condições desfavoráveis ao desenvolvimento do clientelismo. A força institucional das burocracias estatais nesses países mais desenvolvidos desempenha papel crucial na redução da disseminação dos laços clientelistas, fenômeno que encontra paralelo em outros contextos, como o observado no Chile.
Contrariando perspectivas que associam clientelismo exclusivamente ao Sul Global, a história mostra que países considerados "desenvolvidos" no Norte Global tiveram práticas clientelistas como base fundamental de seus sistemas políticos. Nos Estados Unidos e na Grã-Bretanha durante o século XIX, o clientelismo era a forma dominante de organização política, manifestando-se através da compra sistemática de votos, do sistema de spoils (no português, "sistema de espólios" ou "patronagem") no serviço civil e de políticas distributivas altamente individualizadas.
A transição para política programática nessas democracias foi um processo histórico recente e contingente, não uma característica inerente da "modernidade". A partir de meados do século XIX, o crescimento explosivo dos setores de transporte e industriais criou demandas empresariais por maior eficiência administrativa e previsibilidade institucional. Os valores corporativos de expertise científica e administração burocrática contrastavam drasticamente com a incompetência de funcionários nomeados por patronagem e com posições políticas inconsistentes entre partidos. Essa pressão empresarial por reformas institucionais culminou em mudanças, como a Lei Pendleton (1883) nos Estados Unidos, que estabeleceu sistema de mérito no serviço civil, e os Orders of Council (1870) na Grã-Bretanha, que institucionalizaram recrutamento meritocrático. Assim, a superação do clientelismo nestes países resultou de condições econômicas e sociais específicas, não de uma evolução política inevitável.
Mesmo compartilhando trajetórias similares, Estados Unidos e Grã-Bretanha desenvolveram padrões distintos na transição anti-clientelista, evidenciando como legados institucionais importam. Nos Estados Unidos, a relativa fraqueza da organização partidária combinada com a força das organizações empresariais permitiu que interesses econômicos exercessem influência direta na construção do aparato estatal, moldando agências regulatórias e políticas públicas de acordo com demandas corporativas. Na Grã-Bretanha, onde partidos se organizaram antes dos grupos empresariais, as reformas estatais não foram indevidamente capturadas por interesses econômicos privados, resultando em um processo de modernização institucional mais equilibrado.

### Dimensões transnacionais
Birkholz (2019) enfatiza que atores domésticos e entidades externas (como ONGs e doadores internacionais relacionados às políticas econômicas internacionais ou a política externa ocidental) estão intrinsecamente ligadas às dinâmicas de "favoritismo" local. Ou seja, as práticas transnacionais e a ajuda internacional podem, intencionalmente ou não, gerar ou reproduzir lógicas clientelistas no nível doméstico. Birkholz ressalta que apenas análises multi-camadas que conecte o local, o nacional e o transnacional podem explicitar se a natureza de uma relação ou prática transnacional é favorável ao clientelismo local ou se o efeito gerado por uma prática ou relação transnacional é a (re)produção de dinâmicas clientelistas.

## Consequências para a democracia
O clientelismo produz impactos contraditórios na qualidade democrática. Negativamente, mina accountability vertical ao condicionar votos a benefícios particulares, compromete igualdade política através do particularismo, e reduz transparência via critérios discricionários de decisão. Contudo, como crítica à visão tradicional que posiciona clientelismo e democracia como polos, pode-se pensar em pontos potencialmente positivos, como a integração social provocada pela conexão entre Estado e sociedade em contextos fragmentados, a distribuição de recursos em sociedades desiguais, e como uma forma alternativa de engajamento político para populações marginalizadas.
Outro argumento neste sentido é o de que o clientelismo pode simultaneamente "erodir", "acompanhar" e "suplementar" processos democráticos, dependendo do contexto político e socioeconômico. Ele erode a democracia ao individualizar demandas, privatizar bens públicos e favorecer candidatos com acesso privilegiado a recursos estatais. Contudo, também acompanha processos democráticos ao criar competição entre patrões por clientes e funcionar como válvula de escape para pressões sociais. Em determinadas circunstâncias, pode até suplementar a democracia quando oferece canais de representação para grupos marginalizados.
Por outro lado, experiências com democracia participativa também revelam complexidades na relação clientelismo-cidadania. Quando organizações comunitárias negociam diretamente recursos municipais, podem desenvolver relações de dependência com autoridades locais, criando formas híbridas entre cidadania e clientelismo.

## Clientelismo e corrupção
Na compreensão da noção de clientelismo, pode-se apontar questões e paralelos desse conceito com o conceito de corrupção. As duas práticas implicam numa valorização dos interesses privados em detrimento de interesses públicos. Entretanto, trata-se de conceitos distintos.
Segundo o Banco Mundial, corrupção seria o abuso de um cargo público para fins privados, onde este abuso pode envolver o oferecimento de suborno a autoridades públicas por parte de agentes privados em troca de lucros ou vantagens competitivas, patronagem e nepotismo ou roubo de bens públicos ou o desvio de recursos estatais. Já o clientelismo, em definição proposta por Piatonni, seria um conjunto de estratégias para aquisição conservação e aumento de poder político, podendo ocorrer, desse modo, práticas de corrupção durante a execução dessa prática, porém não necessariamente.

## Críticas às abordagens
Os debates sobre clientelismo (assim como sobre patronagem e corrupção) continuam fortemente vinculados a narrativas de modernidade que opõem o “tradicional” ao “moderno”. Mesmo após as críticas ao etnocentrismo dessas abordagens, a lógica binária persiste, seja na forma clássica da oposição entre modernidade e tradição, seja nas releituras que substituem essas categorias por dicotomias como rural/urbano, centro/periferia ou desenvolvido/subdesenvolvido. Esse enquadramento limita a compreensão das práticas clientelistas, ao tratá-las como resquícios de sociedades “atrasadas” ou como fenômenos em vias de superação em democracias avançadas.
No entanto, a literatura já reconhece há décadas que o clientelismo não é exclusivo do chamado Sul Global. Desde os anos 1970, autores apontam que práticas de patronagem ocorrem em diferentes contextos sociais e econômicos, inclusive em países industrializados. Ainda assim, mesmo quando estudiosos ampliam seu olhar para incluir “países industriais”, a análise frequentemente se concentra nas periferias da Europa, como os países mediterrâneos, ou faz uma distinção temporal, sugerindo que o clientelismo seria um traço do passado em democracias avançadas.

Essa visão teleológica ignora a persistência e as transformações do clientelismo em contextos contemporâneos, inclusive em sociedades consideradas modernas. Além disso, as abordagens tradicionais tendem a subestimar as dimensões transnacionais do fenômeno, como redes de clientelismo político-financeiro, esquemas de corrupção globalizada e formas híbridas de troca política que atravessam fronteiras institucionais e culturais.

## Ler também
Avis, Eric; Ferraz, Claudio; Finan, Frederico (2018). Do Government Audits Reduce Corruption? Estimating the Impacts of Exposing Corrupt Politicians. Journal of Political Economy, 126(5): 1912-1964. DOI: 10.1086/699209